# Hyllus carbonarius
Hyllus carbonarius là một loài nhện trong họ Salticidae.
Loài này thuộc chi Hyllus. Hyllus carbonarius được Roger de Lessert miêu tả năm 1927.